# Ephemeridium hystrix
Ephemeridium hystrix là một loài rêu trong họ Ephemeraceae. Loài này được Lindb. Kindb. mô tả khoa học đầu tiên năm 1895.